# Línea de sucesión presidencial del Perú
La línea de sucesión presidencial del Perú define el orden de los funcionarios que, en caso de «impedimento temporal o permanente del Presidente de la República», pueden llegar a asumir el cargo de Presidente Constitucional de la República del Perú.
La línea está establecida en la Constitución Política del Perú, en su artículo 115. La sucesión sigue el orden de Primer Vicepresidente y el Segundo Vicepresidente de la República, quienes deberán completar el periodo presidencial. De hallarse impedidos ambos vicepresidentes, la sucesión recae sobre el Presidente del Congreso, quien (en caso el impedimento del Presidente fuera permanente) está obligado a convocar inmediatamente elecciones generales.

## Bases legales
El artículo 113 de la Constitución peruana establece una serie de situaciones por las que la Presidencia de la República quedaría vacante. Estos son:
1. Muerte del Presidente de la República.
2. Su permanente incapacidad moral o física, declarada por el Congreso.
3. Aceptación de su renuncia por el Congreso.
4. Salir del territorio nacional sin permiso del Congreso o no regresar a él dentro del plazo fijado.
5. Destitución, tras haber sido sancionado por alguna de las infracciones mencionadas en el artículo 117 de la Constitución.

Por otro lado, el artículo 114 establece que el ejercicio de la Presidencia de la República se suspende por los siguientes motivos:
1. Incapacidad temporal del Presidente, declarada por el Congreso.
2. Hallarse este sometido a proceso judicial, conforme al artículo 117 de la Constitución.

El artículo 115 establece el orden de sucesión de la Presidencia de la República señalando que por impedimento temporal o permanente de quien ostente el máximo cargo nacional asume sus funciones el Primer Vicepresidente. En defecto de éste, el Segundo Vicepresidente. Por impedimento de ambos, el Presidente del Congreso. Si el impedimento es permanente, el presidente del Congreso convocará de inmediato a elecciones.

## Línea de sucesión actual
En caso de «impedimento temporal o permanente del Presidente de la República», la línea de sucesión establece que asume el cargo el Primer Vicepresidente o, en su defecto, el Segundo Vicepresidente de la República, quienes deberán completar el periodo presidencial. Ante impedimento de ambos vicepresidentes, asume el mando el Presidente del Congreso quien, si el impedimento del Presidente de la República fuera permanente, está obligado a convocar inmediatamente a elecciones generales.
| Orden | Cargo                                   | Titular               | Partido | Partido       | En el cargo desde                       |
| ----- | --------------------------------------- | --------------------- | ------- | ------------- | --------------------------------------- |
| 1.º   | Presidenta de la República              | Dina Boluarte Zegarra |         | Independiente | 7 de diciembre de 2022                  |
| 2.º   | Primer Vicepresidente de la República   | Vacante               | Vacante | Vacante       | Vacante desde el 7 de diciembre de 2022 |
| 3.º   | Segundo Vicepresidente de la República  | Vacante               | Vacante | Vacante       | Vacante desde el 7 de mayo de 2020      |
| 4.º   | Presidente del Congreso de la República | José Jerí Oré         |         | Somos Perú    | 26 de julio de 2025                     |

## Antecedentes recientes de sucesión
- En 1992, tras el autogolpe del 5 de abril, Máximo San Román (entonces primer vicepresidente de la República) juramentó ante el clausurado Congreso de la República como Presidente del Perú, después de que este declara la vacancia de la Presidencia de la República por el cargo de disolver inconstitucionalmente el Congreso. San Román no fue reconocido ni por la comunidad internacional ni en el fuero interno. Debido a que Máximo San Román y Carlos García y García no reconocieron a Fujimori como Presidente, en enero de 1993, el Congreso Constituyente Democrático aprobó una «Ley Constitucional» que estableció que «En caso de ausencia o impedimento temporal o permanente del Presidente de la República, asume de inmediato sus funciones el Presidente del Congreso Constituyente Democrático, en defecto de éste asume el Primer Vicepresidente del Congreso Constituyente Democrático. En el caso de impedimento permanente, el Presidente o el Vicepresidente del Congreso Constituyente Democrático, según corresponda, convocará a elecciones en un plazo no mayor de 120 días».[7]

- En 2000 se produjo una coyuntura excepcional en la que no solo el entonces presidente ausente Alberto Fujimori razón por la que se declaró el cargo vacante, sino que además renunciaron los dos vicepresidentes, razón por la cual debió asumir el mando interinamente el presidente del congreso Valentín Paniagua, quien convocó a nuevas elecciones generales. Esta situación, que no permitió lo que debió significar la continuidad del régimen vía la sucesión constitucional en alguno de los vicepresidentes, se produjo debido al escándalo de los llamados vladivideos[8] que reveló tales niveles de corrupción que afectaron ya no sólo al Presidente Fujimori sino a todo el gobierno en su conjunto, haciendo insostenible el mantenimiento de un régimen que además venía ya desgastado luego de mantenerse diez años en el poder.[9][10] Sin embargo, cabe aclarar que inicialmente Fujimori no pretendía apartarse del cargo, sino únicamente acortar su mandato y mantenerse en el poder hasta el 28 de julio de 2001, fecha en la que lo entregaría a quien resultara elegido. Pero dado que la Constitución peruana no permite el adelanto de elecciones por decisión unilateral del Presidente, el Congreso de la República, aun controlado por los partidarios de Fujimori, tuvo que dictar la Ley de Reforma Constitucional N° 27365[11] del 5 de noviembre de 2000, la cual introdujo en la Constitución una disposición transitoria mediante la cual se acortó el mandato del presidente de la república y de los congresistas, a efectos de así viabilizar la intención de Fujimori. Fue con posterioridad a esta modificación constitucional que se produjo la Vacancia de Fujimori, así como la renuncia del segundo vicepresidente Ricardo Márquez Flores (el primer vicepresidente Francisco Tudela ya había renunciado el 23 de octubre de 2000).[12]

- En 2018, tras la renuncia de Pedro Pablo Kuczynski a la Presidencia de la República,[13] asumió el cargo el primer vicepresidente Martín Vizcarra, quien disolvería el Congreso (30 de septiembre de 2019). El Congreso disuelto intentó proclamar a la segunda vicepresidenta Mercedes Aráoz como Presidente, pero ella presentó su renuncia al día siguiente, que sería aceptada por el Congreso complementario.[14]

- En 2020, el presidente del Congreso Manuel Merino asumió la presidencia tras la vacancia de Martín Vizcarra y la ausencia de la vicepresidenta Mercedes Aráoz (quien había renunciado a su cargo). Sin embargo, renunció tras 5 días de protestas generalizadas en todo el país, que dejaron el saldo de dos personas muertas y cientos de heridos. Tras ello, se eligió a Francisco Sagasti como presidente del Congreso y, por consiguiente, Presidente de la República.

- El 7 de diciembre de 2022, a pocas horas de que se diera una tercera votación para una vacancia al poder ejecutivo, el presidente Pedro Castillo anunció en un mensaje a la Nación la disolución del congreso, la convocatoria a elecciones congresales y un toque de queda que empezaría a las 10:00 P. m. de ese mismo día, esto con el fin de instaurar un gobierno de transición encargado de redactar e implementar una nueva constitución para el país. Inmediatamente diversas instituciones, líderes políticos y medios de comunicación criticaron y condenaron este acto por ser inconstitucional, además las fuerzas armadas no obedecieron la medida. El Congreso peruano destituyó al presidente Castillo de su cargo de Presidente de la República mediante una moción de vacancia por incapacidad moral; en ese mismo día, Dina Boluarte siendo la primera vicepresidenta, asume la presidencia, convirtiéndose así en la primera presidenta del país.[15]